# Іде (Нідерланди)
Іде (нід. Yde, нід. вимова: [ˈidə]) — село в нідерландській провінції Дренте. Входить до муніципалітету Тінарло.
Його площа становить 6,08 км², а населення станом на 2021 рік складало 840 осіб.

## Галерея

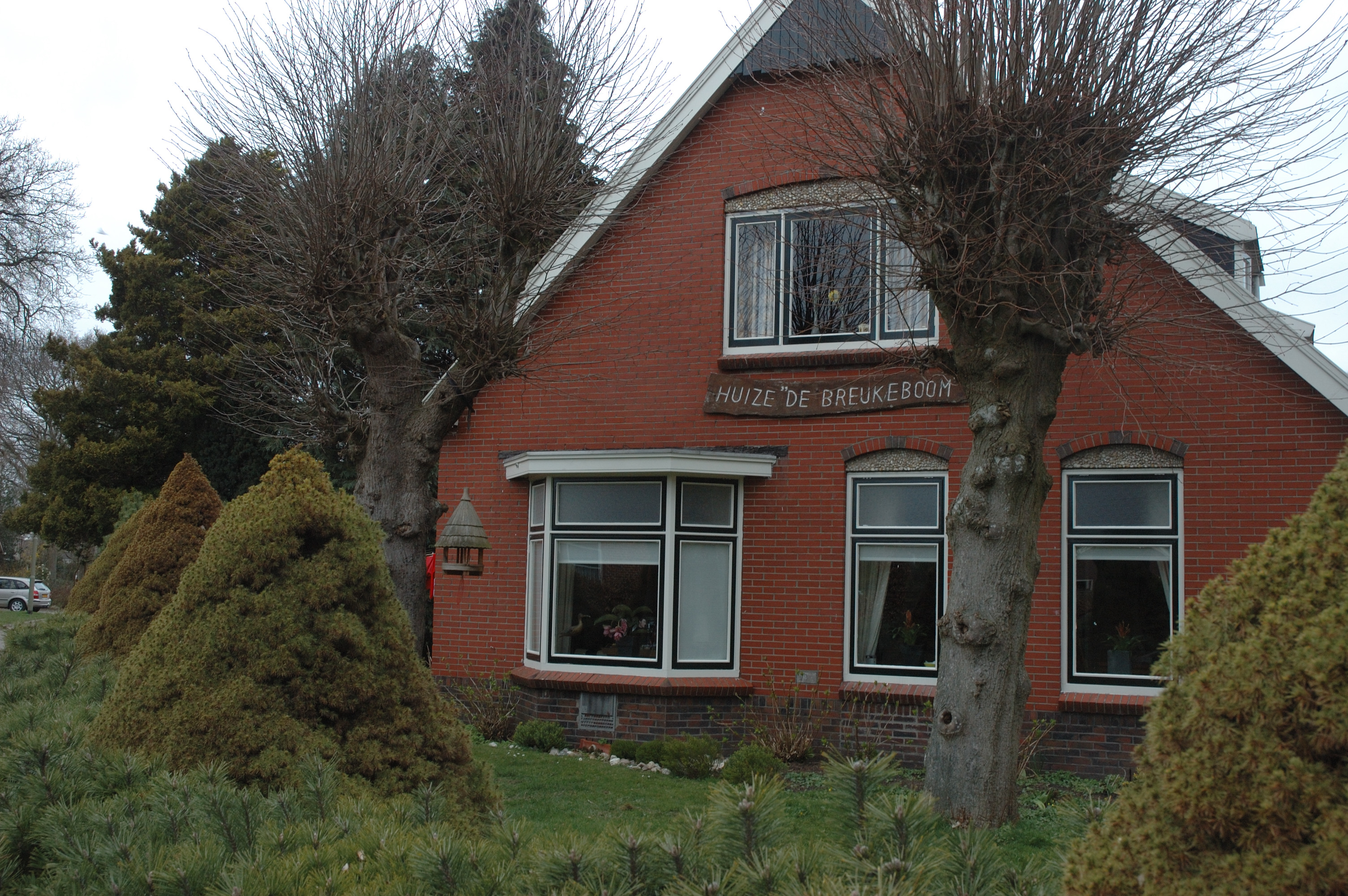
Ферма у селі
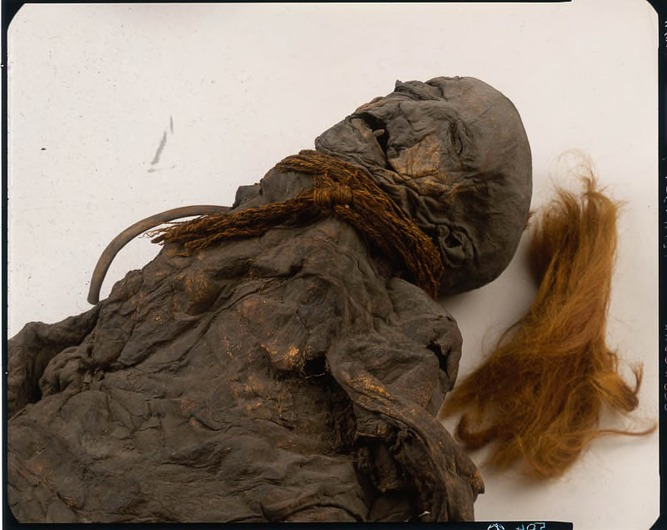
Болотяна людина, знайдена біля села